# Самостійна демократична партія
Самостійна демократична партія (сербохорв. Samostalna demokratska stranka/Самостална демократска странка) — соціал-ліберальна політична партія, що діяла в Королівстві сербів, хорватів і словенців, а пізніше в Королівстві Югославія.

## Історія
Заснована 1924 року Светозаром Прибичевичем як відокремлена фракція Демократичної партії. Сформована трьома різними групами: безумовно, найбільшою групою були серби з районів колишньої Австро-Угорської імперії, тобто серби Хорватії, серби Боснії та серби Воєводини, з переважанням першої. Другою за впливом групою були словенські ліберали-централісти. Третю групу складали хорватські ліберали, переважно з Далмації та Загреба.
У перші три роки свого існування партія виступала за сильний центр і запекло протистояла федералізму Хорватської селянської партії, хорватському націоналізму Партії права та Хорватської народної партії, великосербському гегемонізму Народно-радикальної партії та словенським і боснійським прагненням до територіальної автономії, підтримуваним відповідно Словенською народною партією і Югославською мусульманською організацією. 
У середині 1920-х років, до «антицентралістського повороту» партії в 1927 році, Самостійній демократичній партії виражала свою підтримку войовнича югославська націоналістична організація ОРЮНА.
Однак у 1927 році партія дійшла згоди з Хорватською селянською партією Степана Радича, утворивши «Селянсько-демократичну опозицію», яка вимагала децентралізації Югославії. Після встановлення королівської диктатури Олександра I в січні 1929 року партію було офіційно розпущено, але вона продовжувала діяти в підпіллі, а її голова Светозар Прибичевич опинився у вигнанні. Багато його однопартійців вступили в офіційно спонсоровану Югославську радикальну селянську демократію (перейменовану 1933 року на Югославську національну партію), включаючи переважну більшість словенських членів партії.
Після смерті Прибичевича в еміграції 1936 року керівником партії став Срджан Будисавлєвич. Після падіння режиму Югославської національної партії 1935 року Самостійна демократична партія змогла знову функціонувати легально, приєднавшись до Об'єднаної опозиції на чолі з Владком Мачеком. 1939 року після угоди Цветковича-Мачека вона ввійшла в уряд і залишалася в ньому до Квітневої війни. Після створення комуністичної Югославії роботу партії було заборонено.
Нині в Хорватії діє Самостійна демократична сербська партія, яка спирається на традиції Самостійної демократичної партії.

## Виборчі результати
- Вибори до парламенту Королівства сербів, хорватів і словенців 1925 року: 4,8% (8 депутатів)
- Парламентські вибори в Королівстві сербів, хорватів і словенців 1927 року: 8,6% (27 депутатів)
(з 1929 по 1935 заборонена)
- Вибори до парламенту Югославії 1935 року: у союзі з ХСП
- вибори до парламенту Югославії 1938 року: у складі Об'єднаної опозиції на чолі з Владком Мачеком